# Стамнос

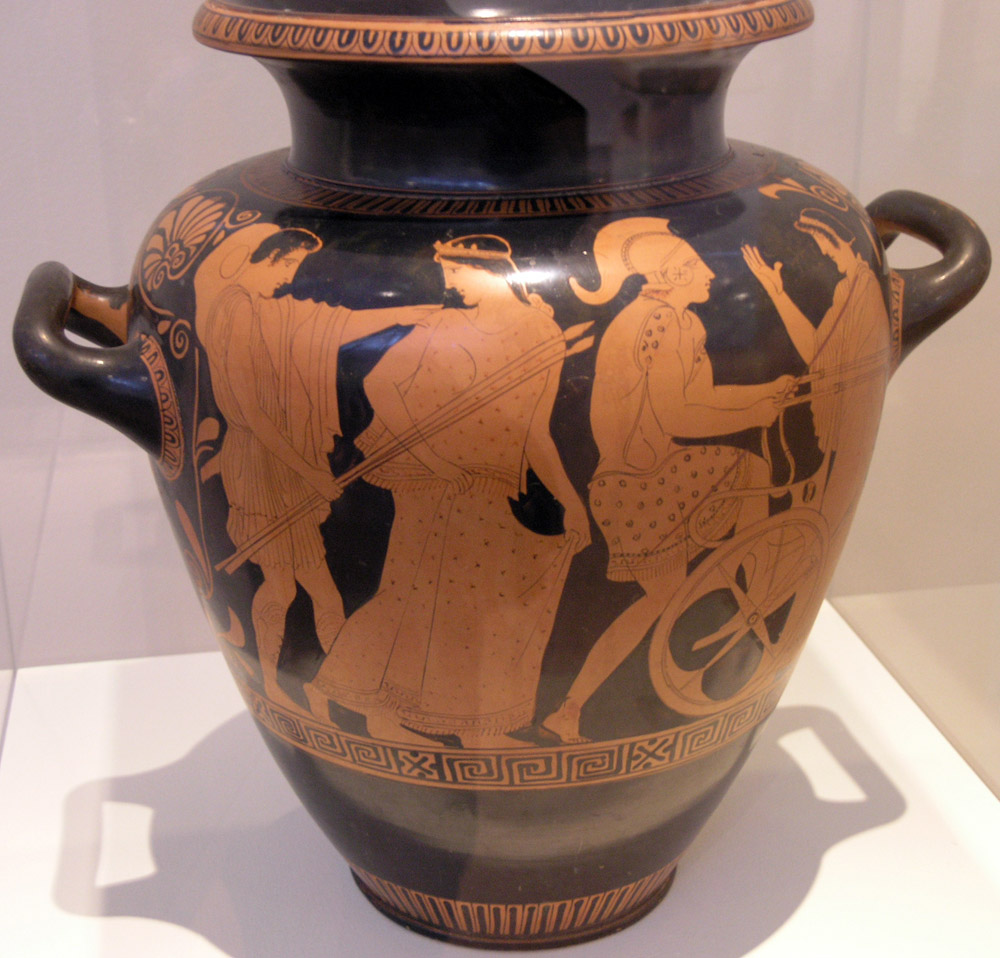
Стамнос с росписью вазописца Полигнота. Ок. 430—420 гг. до н. э. Национальный археологический музей. Афины

Ста́мнос (лат. Stamnos) — древний сосуд округлой формы, напоминающий амфору. У стамноса низкое горлышко и две горизонтальные ручки по бокам. Стамносы впервые появились в архаическую эпоху в Лаконии и Этрурии и использовались для хранения вина, масел и других жидкостей. Стамносы часто встречаются с крышками. Греки называли стамносы пеликами. В Афинах стамносы появились около 530 г. до н. э. и изготавливались исключительно на продажу в Этрурию.
Стамносы часто встречаются на краснофигурной керамике на изображениях празднеств в честь Диониса, устраивавшихся женщинами. Поэтому стамносы также называются ленейскими вазами. Стамносы, как предполагается, не использовались в культовых обрядах ввиду своего неаттического происхождения.